# 5968 Trauger
5968 Trauger este o planetă minoră (asteroid), cu un diametru de 4,807 km, din centura de asteroizi. A fost descoperită pe 17 martie 1991 la Observatorul Palomar de Eleanor F. Helin. 
Obiectul prezintă o orbită caracterizată de o semiaxă mare de 1,9086573 UAi, o excentricitate de 0,03, o înclinație de 23,72208 ° în raport cu ecliptica.